# Herman Van Leynseele
Herman Joseph Louis Edouard Van Leynseele (Kortrijk, 20 juni 1864 – Francorchamps, 5 oktober 1940) was een Belgisch volksvertegenwoordiger.

## Biografie

### Familie
Herman Van Leynseele was een zoon van de fabrikant Edouard Van Leynseele en Théonie de Roo, wier oom Charles-Joseph de Roo lid van het Nationaal Congres was. Zijn familie bouwde het landhuis dat jarenlang dienstdeed als het gemeentehuis van Zwevegem.
Hij trouwde met Marie-Gabrielle De Coninck (1870-1960), uit een brouwersgeslacht uit Stasegem. Hun zoon Henry (1893-1969) werd ook advocaat. Deze was onder meer secretaris van minister Paul Hymans, stafhouder van de Orde van Advocaten aan het Hof van Cassatie en algemeen bestuurder van het Belgische Rode Kruis. Hij trouwde met Dorothée Graux, een dochter van Lucien Graux en een kleindochter van Charles Graux.

### Loopbaan
Van Leynseele promoveerde tot doctor in de rechten aan de Rijksuniversiteit Gent en vestigde zich in Kortrijk als advocaat.
In 1911 werd hij liberaal volksvertegenwoordiger voor het arrondissement Kortrijk en dit tot aan zijn ontslag in 1912.
In 1919-1920 was hij gemeenteraadslid van Kortrijk.
Aan het einde van zijn carrière was hij advocaat aan het hof van beroep te Brussel.